# Степан Бачута
Степан Бучута (рум. Ștefan Buciuta; нар. 23 жовтня 1944, Руська Поляна, Марамуреш, Соціалістична Республіка Румунія) — український політик з Румунії, президент Союзу українців Румунії у 2005—2015 рр., член Координаційної Ради Всесвітнього Форуму Українців. Колишній депутат Парламенту Румунії двох скликань (2004—2008 і 2008—2012 рр.), подав 20 законопроєктів.
Степан Бучута увійшов до парламенту Румунії після смерті депутата Степана Ткачука. У 2004—2008 роках Степан Бучута був членом парламентських груп дружби з Республікою Панама, Йорданським Хашимітським Королівством та Україною, а в 2008—2012 роках він був членом парламентських груп дружби з Республікою Панама, Аргентина, Австралія та Україна. У 2015 році Степан Бучута був остаточно засуджений Вищим касаційним судом до одного року позбавлення волі умовно. У 2014 році Степана Бучуту визнали винним у зловживанні впливом після того, як він працевлаштував свою дочку в свій парламентський офіс.
Степан Бучута одружений з Валерією Бучутою. Степан Бучута володіє авторськими правами на журнал "Український кур'єр". Згідно з його офіційною біографією, Степан Бучута був членом UTC.